# داني شمعون
داني شمعون (26 أغسطس 1934 - 21 أكتوبر 1990)، سياسي لبناني ماروني. هو النجل الأصغر للرئيس كميل شمعون. خلفه على رأس حزب الوطنيين الأحرار شقيقه دوري.

## نشاطه السياسي
لعب دورًا مهمًا في بداية الحرب الأهلية اللبنانية على رأس ميليشيا نمور الأحرار إلى أن قضت عليها الكتائب اللبنانية بقيادة بشير الجميل سنة 1980 في ما سُمّي بمجزرة الصفرا. تولى منصب الأمين العام لحزب الوطنيين الأحرار سنة 1983 ثم منصب رئيس الحزب سنة 1985 خلفا لوالده. أسس سنة 1988 الجبهة اللبنانية الجديدة التي دعمت قائد الجيش العماد ميشال عون.

## اغتياله
اغتيل في 22 أكتوبر 1990 في منزله مع زوجته أنغريد عبد النور وطفليه طارق وجوليان وبقي مدبّرو الاغتيال مجهولين.

## وصلات خارجية
اغتيال داني شمعون في برنامج قناة الجزيرة «الجريمة السياسية».